# Nordiska Flygpokalen
Nordiska Flygpokalen instiftades av KSAK i samband med ILIS 1931. Tävlingen bestod av en tidtabellsflygning på 1260 km fördelade på två dagsträckor och i klasserna landflygplan och sjöflygplan. I bestämmelserna ingick att vinnande nation arrangerar nästa tävling. Av 38 startande stoppades 17 stycken tävlande av ett lokalt dimbälte över norra Småland och två piloter drabbades av andra problem och tvingades bryta. Endast 19 deltagare fullföljde tävlingen. Bland de svenska deltagarna märks kommendörkapten S.A. Flory, kapten Nils Söderberg, herr Kurt Björkvall och greve J D Hamilton.

## Resultat 1931 Stockholm
Klass A Sjöflygplan
- 1, Kapten Bremmer, Finland, i en Junkers, 33 prickar
- 2, Löjtnant von Clauson-Kaas, Danmark, i en Argo, 433 prickar
- 3, Flygingenjör Clas Sparre, Sverige, i en Heinkel HD 35, 495 prickar

Klass B Landflygplan (och arrangör för nästa tävling)
- 1, Søløjtnant E Rasmussen, Danmark i en LB 11 Dankrok Jagare, 2 prickar
- 2, Kapten N.O.F. Söderberg, Sverige, i en I 3 Aruo 504, 3 prickar
- 3, Löjtnant BG. Bjuggren, Sverige, i en Sk 7 DH 60 Gipsy Moth, 32 prickar

Till tävlingen i Köpenhamn var 18 svenska deltagare anmälda, bland piloterna märks fanjunkare Cornelius, löjtnant Thunberg, kapten Söderberg och privatflygaren greve von Rosen.

## Resultat 1934 Köpenhamn
Klass A (icke yrkesverksamma flygare)
- 1, F Magnusson, Sverige, i en Gipsy Moth, 48,6 prickar
- 2, von Rosen, i en Heinkel H.D. 21, 204,7 prickar

Klass B (yrkesverksamma flygare), och arrangör för nästa tävling
- 1, Löjtnant Thunberg, Sverige i en S 6, 1,6 prickar
- 2, Löjtnant K Clauson, Danmark, i en Argo, 1,7 prickar
- 3, Kapten Söderberg, Sverige, i en S 6a, 2,6 prickar

Till tävlingen i Stockholm 1936 var 54 deltagare anmälda, 19 från Danmark, 1 från Finland, 6 från Norge samt 28 från Sverige. Tävlingarna ingick som en del av invigningen av Bromma flygplats och genomfördes under sämsta tänkbara väder.

## Resultat 1936 Stockholm
- 1, Löjtnant L Thunberg, Sverige i en S 6, 5,6 prickar
- 2, Löjtnant B Jakobsson, Sverige i en S 6, 9,6 prickar
- 3, Löjtnant H Kirkegaard, Danmark, i en Focker CVE M/33, 2,6 prickar

På grund av andra världskriget blev det ett uppehåll i tävlingen, men efter sexton år återuppstod tävlingen men med omarbetade tävlingsregler. Tävlingen omfattar nu orienteringsflygning, landningsprov, navigeringsprov samt en lagtävling med högst 3 piloter från vart land. Tävlingen skulle även vara årligen återkommande. Som första tävlingsplats valdes Jarlsbergs flygplats utanför Tønsberg Norge.

## Resultat 1952 Tønsberg
Lagtävling
- 1, Sverige 188 prickar
- 2, Norge 213 prickar
- 3, Danmark 271 prickar

Individuellt
- 1, Sven O Holmström, Sverige i en Piper Cub, 86 prickar
- 2, Odd Grundseth Norge i en Piper Cub,  94 prickar
- 3, Bengt Lönnqvist, Sverige i en Auster, 102 prickar